# 柳生城
柳生城（やぎゅうじょう）は、奈良県奈良市柳生下町にあった日本の城（山城）。柳生氏の居城。

## 沿革
柳生城があった地域は、中世には楊生庄と呼ばれ、春日社領神戸四箇郷の1つである小柳生庄（小楊生郷、小柳生郷）でもあった。大和国添下郡に属し、小柳生氏（柳生氏）が拠点とした。
柳生城は天文初年に柳生家厳が築いたと推測される。
天文13年（1544年）、柳生城は筒井順昭の攻撃を受けて落城した。『多聞院日記』によると、この年の7月27日、筒井軍が柳生城を攻めたが本城は落ちず、このため、筒井勢は散郷に火を放ち、外城を奪い、本城への水の手を止めて包囲し、同月29日の朝、柳生城が落城したという。この時の柳生城攻めで筒井順昭が率いていたのは、十市勢や鷹山主殿助（弘頼）が率いる河内勢を含む約1万の軍勢だった。この後、柳生氏は筒井氏に従い、永禄2年（1559年）に松永久秀が大和に進出すると松永氏に属した。天正5年（1577年）に松永氏が滅びた後、柳生家厳と子の宗厳は小柳生に隠棲していたとみられ、文禄3年（1594年）、宗厳は徳川家康に200石で仕えた。
慶長5年（1600年）、柳生宗厳の子・宗矩は柳生の旧領を回復し、寛永13年（1636年）、1万石を領する大名となった。宗矩は柳生城の南西300メートルの地点に柳生陣屋を築き、柳生城の城跡に柳生家の菩提寺となる芳徳寺を建立している。

## 構造
芳徳寺の境内とその南（南東）の山上一帯が城域とみられ、芳徳寺のある場所が居館部と考えられる。また、芳徳寺の南、山上の城郭から西に位置する正木坂道場がある場所も城域の可能性がある。芳徳寺境内には「石舟斎（柳生宗厳）塁城址」の石碑があり、土塁を思わせる地形が見られる。
標高321メートル、比高76メートルの山頂部に柳生城の主郭があり、主郭の南には南北に長い曲輪がある。その曲輪の先や、主郭の南東および北東に堀切が設けられ、北東の堀切の先には土塁を備えた小曲輪を挟んで、さらに堀切がある。
柳生城の北600メートルに位置する古城山には「柳生古城」がある。柳生城の外縁部を守るために築かれた城の可能性があり、天文13年（1544年）に筒井氏に攻められた際の「外城」とも考えられる。また、古城は南北の道と東西の道が交差する交通の要衝を直接押さえる位置にあり、柳生氏以上の大勢力である古市氏が笠置方面への連絡路のつなぎの城として築いた可能性も考えられる。

## 周辺
- 柳生陣屋
- 旧柳生藩家老屋敷
- 天石立神社
- 柳生街道